# Landesregierung Doskozil III
Die Landesregierung Doskozil III bildet die Burgenländische Landesregierung in der XXIII. Gesetzgebungsperiode. Sie folgte der Landesregierung Doskozil II nach, die Wahl und Angelobung erfolgten am 6. Februar 2025.
- SPÖ: 4
- GRÜNE: 1

## Geschichte
Bei der Landtagswahl am 19. Jänner 2025 erreichte die Sozialdemokratische Partei Österreichs (SPÖ) 17 von 36 Mandaten und verlor damit zwei Mandate sowie die absolute Mandatsmehrheit.
Am 3. Februar 2024 fixierte die SPÖ unter Landeshauptmann Hans Peter Doskozil (SPÖ) ihr Regierungsteam. Die SPÖ nominierte die bisherige Landeshauptmann-Stellvertreterin Astrid Eisenkopf als Landtagspräsidentin. Am 4. Februar 2025 einigten sich SPÖ und Grüne auf eine Regierungskoalition. Anstelle von Eisenkopf wurde Anja Haider-Wallner (Grüne) als Landeshauptmann-Stellvertreterin designiert. FPÖ und ÖVP gaben vor der konstituierenden Sitzung am 6. Februar 2025 bekannt, die rot-grüne Landesregierung nicht zu wählen.
Am 5. Februar 2025 präsentierten SPÖ und Grüne ihr erstes gemeinsames Regierungsprogramm. Die drei bisherigen Landesräte Heinrich Dorner, Leonhard Schneemann und Daniela Winkler behielten gegenüber der Landesregierung Doskozil II ihre Zuständigkeiten. Winkler bekam zur Bildung neu die Frauenagenden sowie die Staatsbürgerschaften dazu, Schneemann übernahm neben Wirtschaft und Sozialem auch Gemeinden und Wahlen. Bei Dorner blieb es bei Bau, Raumplanung, Verkehr und Wohnbauförderung. Haider-Wallner übernahm Umwelt, Naturschutz, Energie und Landwirtschaft sowie den Konsumentenschutz.

## Vorhaben
Der Titel des Regierungsprogramms lautet „Der Zukunftsplan Burgenland 2030“ und besteht aus 30 Kapiteln auf insgesamt 135 Seiten. Unter anderem sollen im Fall einer strafrechtlichen Anklage gegen Regierungsmitglieder oder Abgeordnete die Betroffenen automatisch ihre Funktionen ruhend stellen müssen. Für Ehrenamtliche ist eine eigene Versicherung geplant. Im Tourismus möchte man Strukturen verschlanken, Mörbisch am See wird zur Ganzjahresdestination ausgebaut. In Eisenstadt, Pinkafeld und Stegersbach will man Lehrwerkstätten errichten. Außerdem soll in Kooperation mit der Wirtschaftskammer ein „Internationalisierungscenter“ entstehen, um burgenländische Unternehmen zu unterstützen.

## Regierungsmitglieder
| Amt                              | Bild | Name                | Partei | Partei | Zuständigkeitsbereiche                                                            |
| -------------------------------- | ---- | ------------------- | ------ | ------ | --------------------------------------------------------------------------------- |
| Landeshauptmann                  |      | Hans Peter Doskozil |        | SPÖ    | Finanzen, Gesundheit und Spitäler, Sicherheit, Kultur, Tourismus                  |
| Landeshauptmann-Stellvertreterin |      | Anja Haider-Wallner |        | GRÜNE  | Umwelt, Naturschutz, Energie, Landwirtschaft, Konsumentenschutz                   |
| Landesrat                        |      | Heinrich Dorner     |        | SPÖ    | Bau, Raumplanung, Infrastruktur, Verkehr, Wohnbauförderung, Feuerwehrwesen, Sport |
| Landesrätin                      |      | Daniela Winkler     |        | SPÖ    | Bildung, Frauen, Staatsbürgerschaften                                             |
| Landesrat                        |      | Leonhard Schneemann |        | SPÖ    | Wirtschaft, Soziales, Gemeinden, Wahlen                                           |